# Epirochroa cervinocincta
Epirochroa cervinocincta är en skalbaggsart som beskrevs av Leon Fairmaire 1899. Epirochroa cervinocincta ingår i släktet Epirochroa och familjen långhorningar.
Artens utbredningsområde är Madagaskar. Inga underarter finns listade i Catalogue of Life.